# Stopplaats Broekerhaven
Stopplaats Broekerhaven is een voormalige stopplaats aan de spoorlijn Zaandam - Enkhuizen. De stopplaats was geopend van 6 juni 1885 tot 15 mei 1938 en lag precies op de plek waar nu station Bovenkarspel Flora ligt. Men zou dus ook kunnen spreken van de heropening van de halte onder een andere naam.